# Abbaye Notre-Dame de Soleilmont
Pour les articles homonymes, voir Abbaye Notre-Dame et Notre-Dame.
L'abbaye Notre-Dame de Soleilmont est un monastère de moniales cisterciennes-trappistines situé dans les bois dit du Roy à Fleurus Vieux-Campinaire, près de Charleroi en Belgique, dans la province de Hainaut, mais située à Gilly avant l'incendie de 1963. La fondation date de 1239, la paternité du couvent de Soleilmont étant assurée par l'abbaye d'Aulne.
Au cours des siècles qui ont suivi, quelques dons ont compensé à peine les pertes dues aux réquisitions et au pillage du site par les troupes de passage. En 1796, les biens des moniales sont confisqués des suites de la Révolution française, les religieuses étant expulsées de leur abbaye. La communauté s'est relevée en 1802, les religieuses rachetant Soleilmont en 1837. L'abbaye a alors repris un nouveau souffle et les bâtiments sont restaurés ou reconstruits. En 1922, une nouvelle affiliation à ordre cistercien de la Stricte Observance est effective, la paternité étant assurée par l'abbaye de Westmalle.
Un incendie ravage le site en 1963, et un nouveau monastère est construit en 1973, en plein cœur du bois de Soleilmont, sur le territoire de Fleurus. L’architecture y est moderne, simple, lumineuse et aérée. Au 1er janvier 2009, Soleilmont compte 32 moniales présentes.

## Aspects géographiques
L'abbaye Notre-Dame de Soleilmont est située dans les bois dit du Roy à Fleurus Vieux-Campinaire, près de Charleroi, en Hainaut (Région wallonne de Belgique), mais située à Gilly avant l'incendie de 1963.

## Origine et fondation

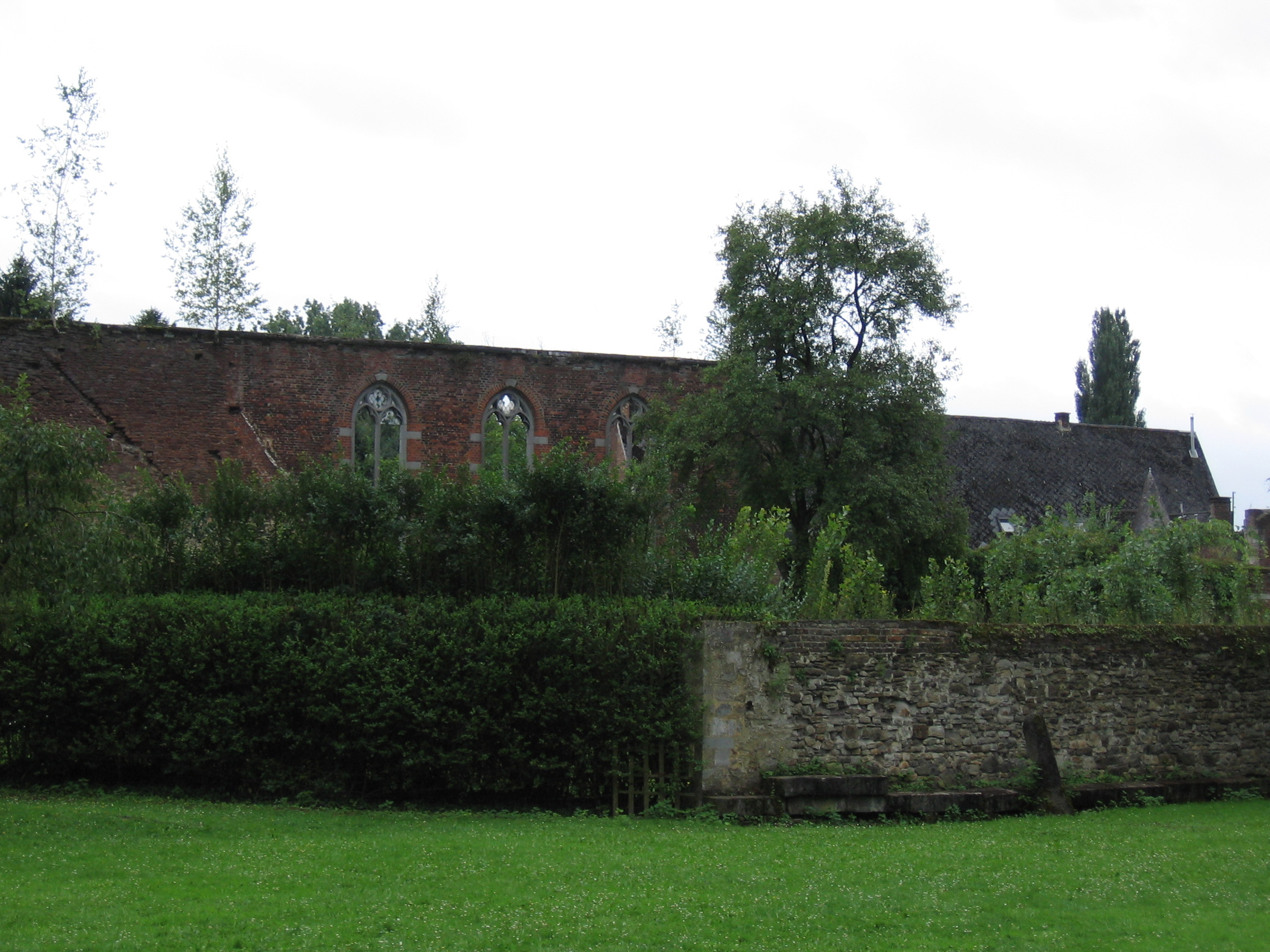
Les ruines de l'ancienne abbaye.

Une tradition - non authentifiée - ferait remonter la fondation de Soleilmont à 1188. Henri l'Aveugle, comte de Namur (+1196), aurait créé cette abbaye pour des dames de Namur et environs dont les maris auraient rejoint Godefroid de Bouillon dans sa croisade en Terre sainte. Soleilmont est mentionné une première fois dans une charte de 1185. Mais plus officiellement, dans un document daté du 11 janvier 1237 : Baudouin, comte de Namur et du Hainaut, demande à l’ordre de Cîteaux d’y incorporer l’abbaye de Soleilmont. Après inspection, et sur avis favorable des abbés de Villers, Val-Saint-Lambert et Grandpré, Soleilmont est acceptée dans l’ordre en mai 1237). Le monastère, désormais cistercien, est placé sous la direction de l'abbaye d'Aulne et restera sous sa juridiction jusqu'au XVIIIe siècle. La charte d'incorporation de Soleilmont à l'ordre de Cîteaux est confirmée en 1239 par une bulle du pape Grégoire IX. La communauté, fort réduite à cette époque, est considérablement augmentée par des religieuses venant de l'abbaye de Flines (actuellement, section de Douai - France).

## Histoire jusqu'au début duXIXesiècle

### Une abbaye jamais riche

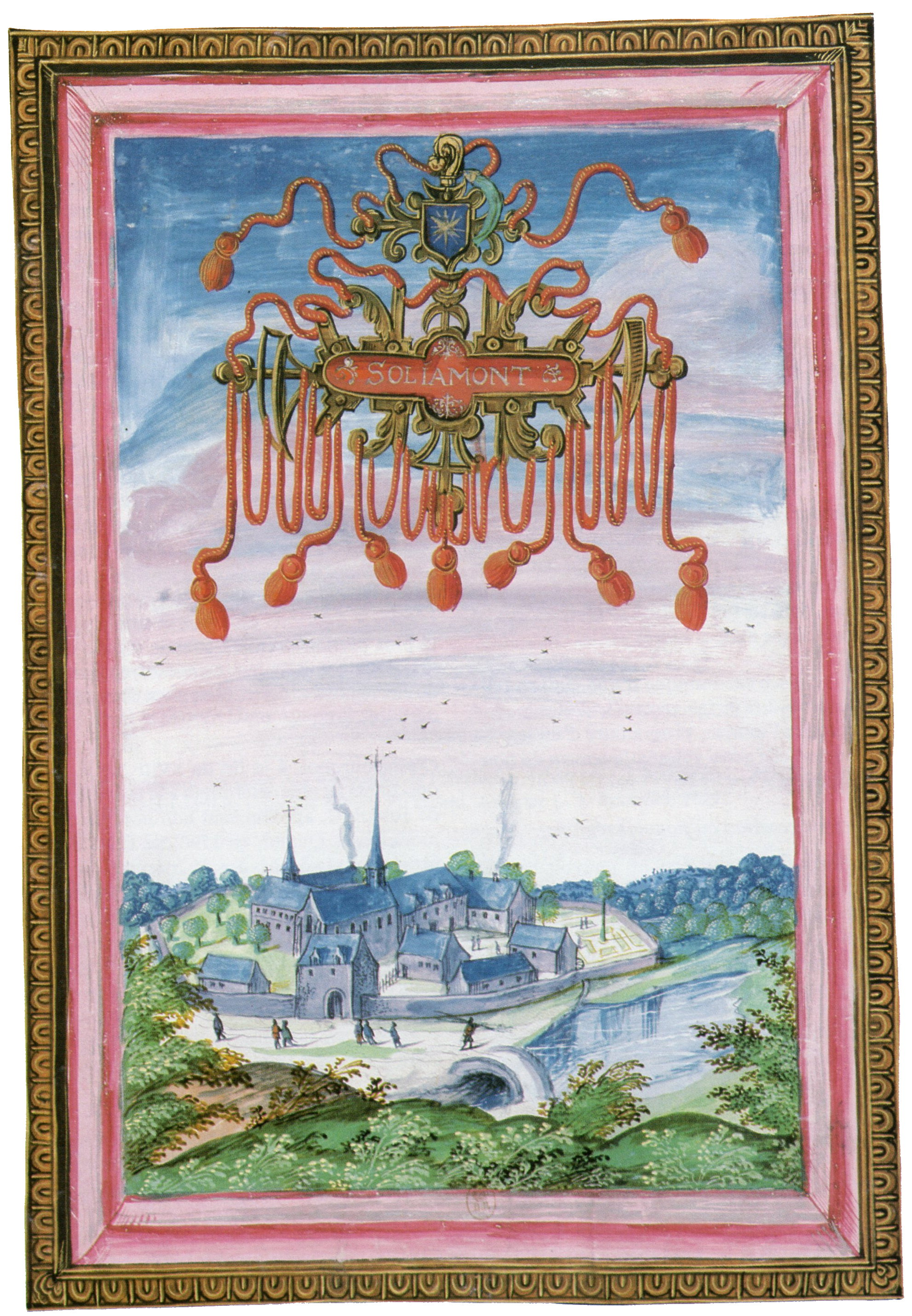
Abbaye de Soleilmont en 1604 (Albums de Croÿ)

Les premières donations de terre viennent de la famille des seigneurs d'Heppignies. Bastien de Heppignies donne 18 bonniers de terre pour sa création (av 1208) et le fils Wautier d'Heppignies cède également 40 bonniers en 1237 en accord avec le Comte de Namur. Pour appuyer sa demande Baudouin de Courtenay, marquis de Namur, avait ratifié la dotation faite par sa mère : un vivier, un moulin et un pré. Plus tard le domaine monastique s’élargit encore.
Mais à la fin du XIIIe siècle il reste modeste si on le compare aux abbayes voisines. Ce sera le cas durant toute son histoire : les dames de Soleilmont resteront petitement possessionnées.
Soleilmont connaît la décadence et le relâchement religieux qui touche la vie monastique partout en Europe durant le XIVe siècle. L’abbaye connaît également le renouveau, avec l’aide de l’abbesse Marie de Senzeille qui leur est envoyée de Marche-les-Dames, une autre abbaye du comté de Namur : Discipline et régularité monastiques furent rétablies dans leur ferveur
Un certain Gaillot, en visite à l'abbaye, y trouve une pièce d'archives disant « qu'en 1482, toutes les religieuses qui y habitaient étant mortes de la peste, elle demeura déserte et inhabitée l'espace de 21 ans et jusqu'à ce qu'on fît venir quelques religieuses du monastère du Mans, diocèse de Malines ; elles étaient au nombre de cinq. »
Au cours des siècles, quelques dons suffisent à peine à compenser les pertes dues aux réquisitions et au pillage du couvent et de ses annexes par les troupes de passage. Vers 1580, l'occupation de la région par les armées étrangères oblige les moniales à se réfugier à Mons, « leurs biens et leurs censes étant tout gâtés, brûlés et détruits ». En 1583, elles viennent s'établir au refuge d'Aulne à Thuin.

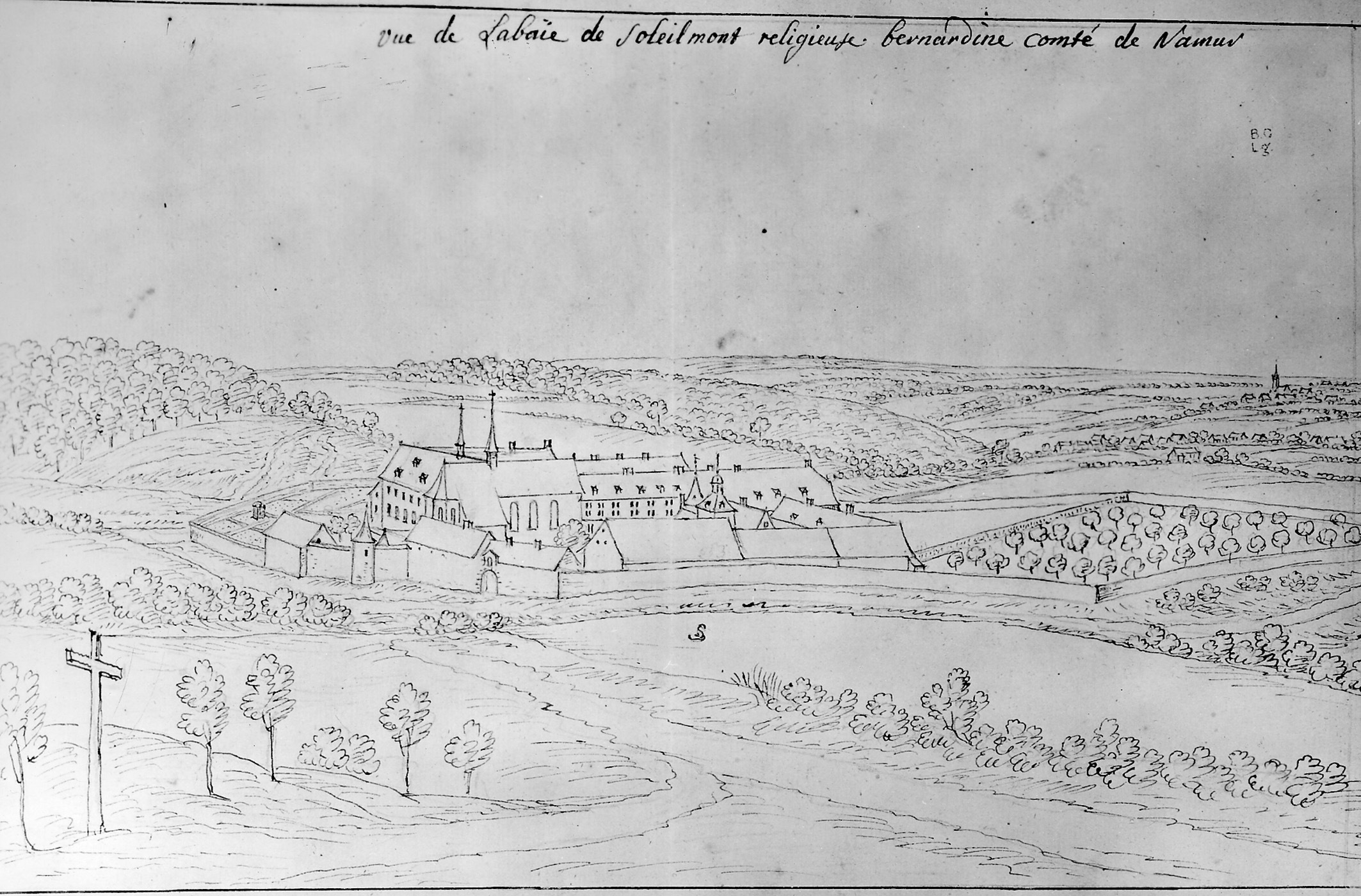
L'abbaye vers 1738 - 1744. Dessin de Remacle Le Loup.

En 1603, le couvent n'a que 300 florins de revenus. En 1639, les censes sont pillées ; en 1640, les moniales sont exemptées des contributions à faire à l'Ordre. D’autres témoignages existent sur l’abbaye en grande nécessité, car enquête est faite sur les biens du monastère au moment des élections abbatiales. Vers 1650, les soldats et les bandes de malandrins hantent la région, vivant de rapines. Lors de la transformation de la forteresse de Charleroi à la fin du XVIIe siècle, les Français n'hésitent pas à confisquer, sans dédommagement aucun, 30 bonniers de terres labourables que Soleilmont cultive au pied des remparts de la ville. La grande reconstruction d'Aulne entreprise par Dom Louant (abbé d'Aulne de 1728 à 1753) a des prolongements à Soleilmont : le quartier des étrangers est construit, que les religieuses n'auraient pu envisager de construire, faute de moyens. En complément à ce don, Louant leur remet des fonds et pendant plus de six mois, la boulangerie d'Aulne fournit le pain de la communauté et de l'hôtellerie.

### Sujétion à l'abbaye d'Aulne
C'est à l'abbé d'Aulne que revient la paternité du couvent de Soleilmont. Cette charge n'est pas honorifique ; elle lui confère de vrais pouvoirs, une autorité réelle de contrôle qui s'exerce sur le temporel aussi bien que sur le spirituel. Chaque année, il fait une visite régulière et il se rend compte de tout, écoute les doléances des moniales, apporte les remèdes les plus judicieux et veille au respect de la Règle. Il préside à l'installation des abbesses et reçoit les vœux des religieuses. Quand il ne peut se déplacer, il les reçoit dans la petite chapelle située dans la partie droite du porche de l'église d'Aulne. Le 1er juin 1776, Dom Scrippe se rend à Soleilmont pour y recevoir la promesse solennelle de Dame Scholastique Daivier, dernière abbesse ; son courage va permettre à la communauté de survivre à la Révolution française.

### Quelques abbesses mieux connues
- XVIe siècle : Dame Oda de Virsel
- À la fin du XVIe siècle : Dame Magdeleine Bulteau. Âgée et aveugle, elle se déporta de la crosse (i.e. 'démissionna').
- 1603-1639 : Dame Jacqueline Colnet, bras droit de la précédente à laquelle elle succéda. Elle entretint de bonnes relations avec les Archiducs Albert et Isabelle auxquels elle céda les reliques du ‘Saint Clou’. Très populaire dans la région car par deux fois, en 1628 et 1636, elle autorisa l’image de Notre-Dame de Rome (vénérée à l’abbaye) à être portée à travers les rues de la ville de Châtelet frappée par la peste. Par deux fois le fléau fut enrayé.
- 1765-1775 : Dame Bernarde Levêque
- 1775-1805 : Dame Scholastique Daivier : dernière abbesse de l’ancien régime elle dut faire face aux troubles révolutionnaires.

### Période révolutionnaire
Craignant l’arrivée des armées, l’abbesse Daivier et sa communauté émigrent en Allemagne en 1790, y emportant ce qu’elles ont de plus précieux, c’est-à-dire le Saint Clou et l’image de Notre-Dame de Rome. Les moniales passent quelques mois d’abord à La Ramée et ensuite à Liège. Le calme revenu, elles rentrent dans leur maison et, comme les Autrichiens tiennent fermement les positions au nord de la Sambre, elles échappent aux exactions des révolutionnaires français. Croyant avoir cédé à une fausse alerte elles reviennent à Soleilmont, pour y être prises dans la grande tourmente de la bataille de Fleurus qui se passe quasiment sous leurs murs le 26 juin 1794.
Leurs biens sont évidemment confisqués par la République et, le 27 janvier 1797, elles sont expulsées du monastère. Philippe Drion met alors son château de Farciennes - distant de 4 km - à leur disposition et, pendant cinq ans, elles y poursuivent leur vie régulière. Le même bienfaiteur veille sur les bâtiments qui n’ont cependant pas échappé aux flammes des pillards. L'abbaye et la ferme adjacente (80 bonniers) est acquise par le citoyen Paulée de Paris et la ferme de la Bénite-Fontaine à Heppignies par Jean-Marie Stanislas Desandrouin. Dès 1802, les moniales peuvent rentrer - comme locataires - à Soleilmont. Dame Daivier meurt peu après, en 1805.

## DuXIXesiècleà la période contemporaine

### Religieuses bernardines
Fort démunie et vieillissante, la communauté - bientôt réduite à quatre religieuses - passe des années très difficiles. Cependant, avec l’aide des cisterciennes de Marienlof (Looz, Limbourg), les religieuses rachètent Soleilmont en 1837.
Démunies des fermes dont elles tiraient leurs ressources, les religieuses de Soleilmont, proches des Aumôniers du Travail, forment une communauté de cisterciennes bernardines et ouvrent alors un pensionnat pour jeunes filles, voué à l'enseignement jusqu'en 1916. Pendant cette période, l'abbaye reprend un nouveau souffle - attirant de nombreuses vocations - et les bâtiments sont restaurés ou reconstruits.

### À nouveau cisterciennes

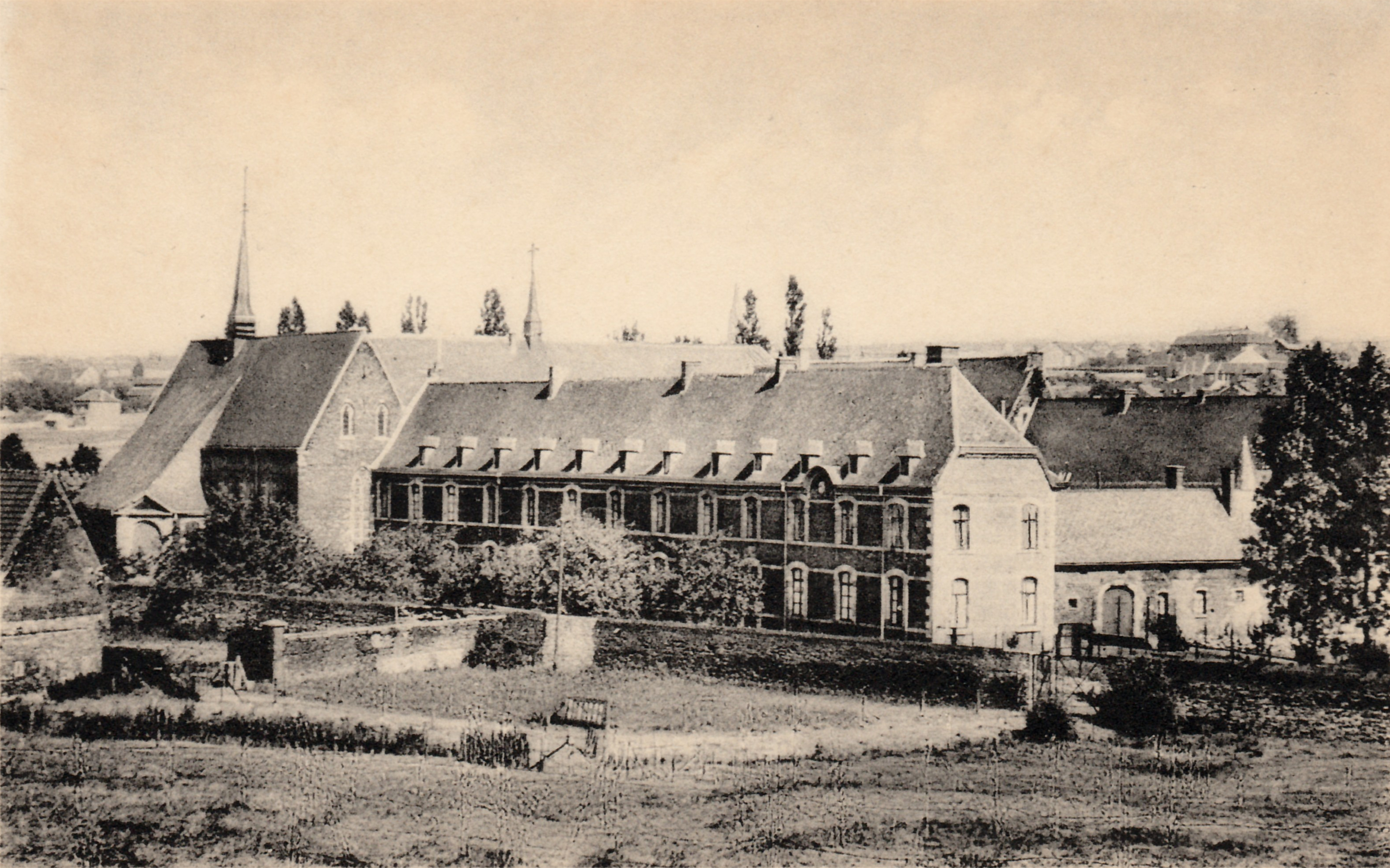
L'abbaye vue depuis le Nord-ouest. Carte postale Nels de vers 1930.

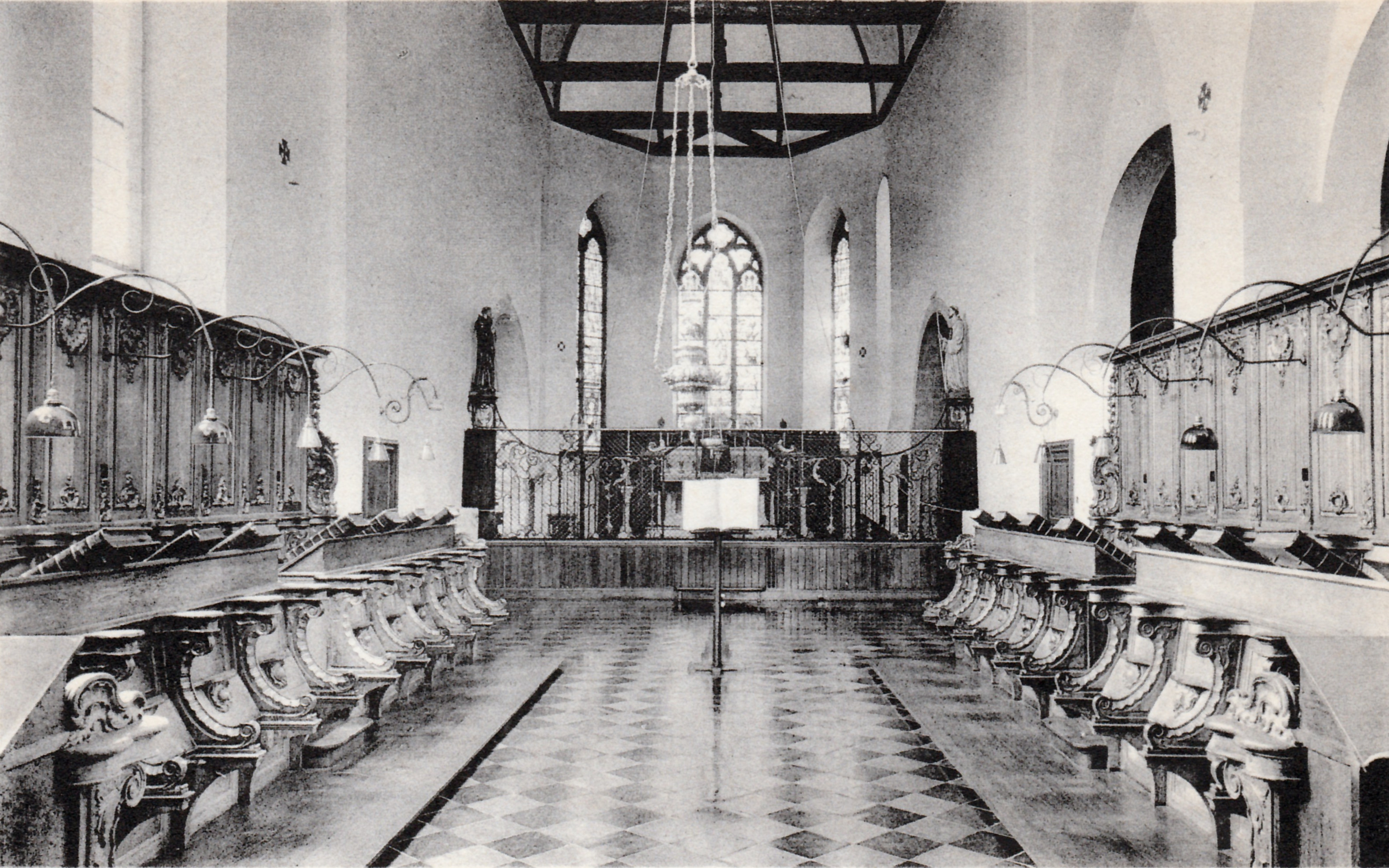
Maître-autel et chœur des moniales. Carte postale Nels de vers 1930.

En 1916, elles émettent le vœu de reprendre leur vocation de cisterciennes contemplatives et obtiennent leur réaffiliation définitive à l'Ordre en 1922, sous la paternité (comme le veut la tradition cistercienne) de l’abbaye de Westmalle, l’ancienne abbaye-mère d’Aulne n’étant plus ‘vivante’. Soleilmont revient ainsi à sa vocation première et prospère au point d’essaimer : en 1950, 13 religieuses partent fonder le monastère de Nazareth, à Brecht.
Une catastrophe touche le monastère en pleine nuit de Noël 1963. Juste après l'office de nuit, un incendie se déclare et se propage à l’ensemble des bâtiments. Il n’en reste pratiquement plus rien. Un projet est rapidement mis en chantier et un tout nouveau monastère est construit en 1973 à quelques centaines de mètres des ruines, en plein cœur du bois de Soleilmont sur le territoire de Fleurus. L’architecture y est radicalement moderne, simple, lumineuse et aérée.

### Aujourd’hui
Au 1er janvier 2009, Soleilmont comptait 32 moniales présentes.
- la trentaine de religieuses cisterciennes exploitent une ferme et une boulangerie et confectionnent des vêtements liturgiques. Une douzaine de chambres sont à la disposition de personnes qui désirent se retirer pour quelques jours de prière, silence et retraite personnelle ;
- chaque année, le dernier dimanche d’août, l’image de Notre-Dame de Rome est portée en procession à travers la localité voisine de Châtelineau en souvenir de la protection reçue en 1628 et 1636 lors de l’épidémie de peste ;
- l’abbaye de Soleilmont a fait une fondation à Makkiyad, au Kerala en Inde ;
- actuellemement, l'ancienne abbaye de Soleilmont est divisée entre des particuliers et l'école de cirque de Charleroi ;
- les plus intéressants vestiges architecturaux - les restes de l'église, le cloître, les pierres tombales et la maison abbatiale - constituent un site historique remarquable de 89 ares appartient à une famille privée. Ce site historique est valorisé et exploité par l'asbl « Ancienne Abbaye de Soleilmont ». Des visites libres et guidées sont organisées régulièrement en collaboration avec la Maison du Tourisme du Pays de Charleroi. Lors des Journées du Patrimoine, ce site est également accessible au public ;
- Circomedie asbl, l'école de cirque de Charleroi a établi ses quartiers dans la ferme de l'ancienne abbaye et redonne un nouveau souffle à ce patrimoine ;
- la société Soleil Events organise divers événements dans l'enceinte de l'ancienne abbaye : mariage, réceptions, séminaires, teambuilding, family days.

## Patrimoine architectural et artistique
La flèche d'une chapelle gothique monte depuis des bâtiments construits aux XVIIe et XVIIIe siècles. Ces bâtiments sont protégés par une enceinte de pierres teintées de rouille. Le sanctuaire réunit, sous sa voûte en bois apparent, des œuvres d'art remarquables : stalles de 1750, dalles funéraires, divers tableaux, portraits d'abbesses, sculptures du Chemin de croix, etc.
La cour de la ferme est immense. On y accède par un portail cintré. L'abbaye, victime d'un violent incendie en décembre 1963, le patrimoine artistique ayant été sérieusement entamé par le feu, a été restaurée depuis.

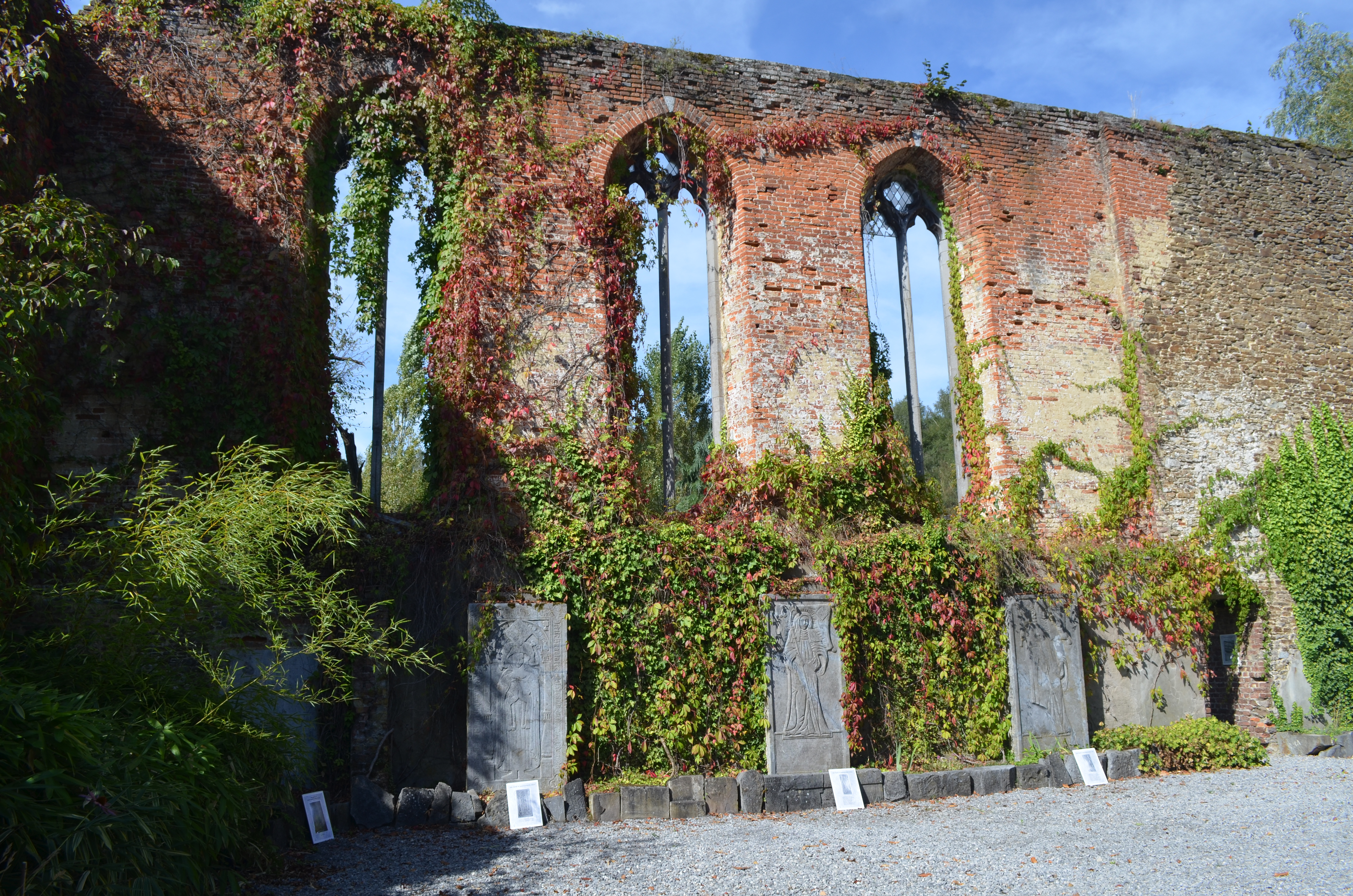
Intérieur du mur gouttereau nord de l'ancienne église abbatiale.
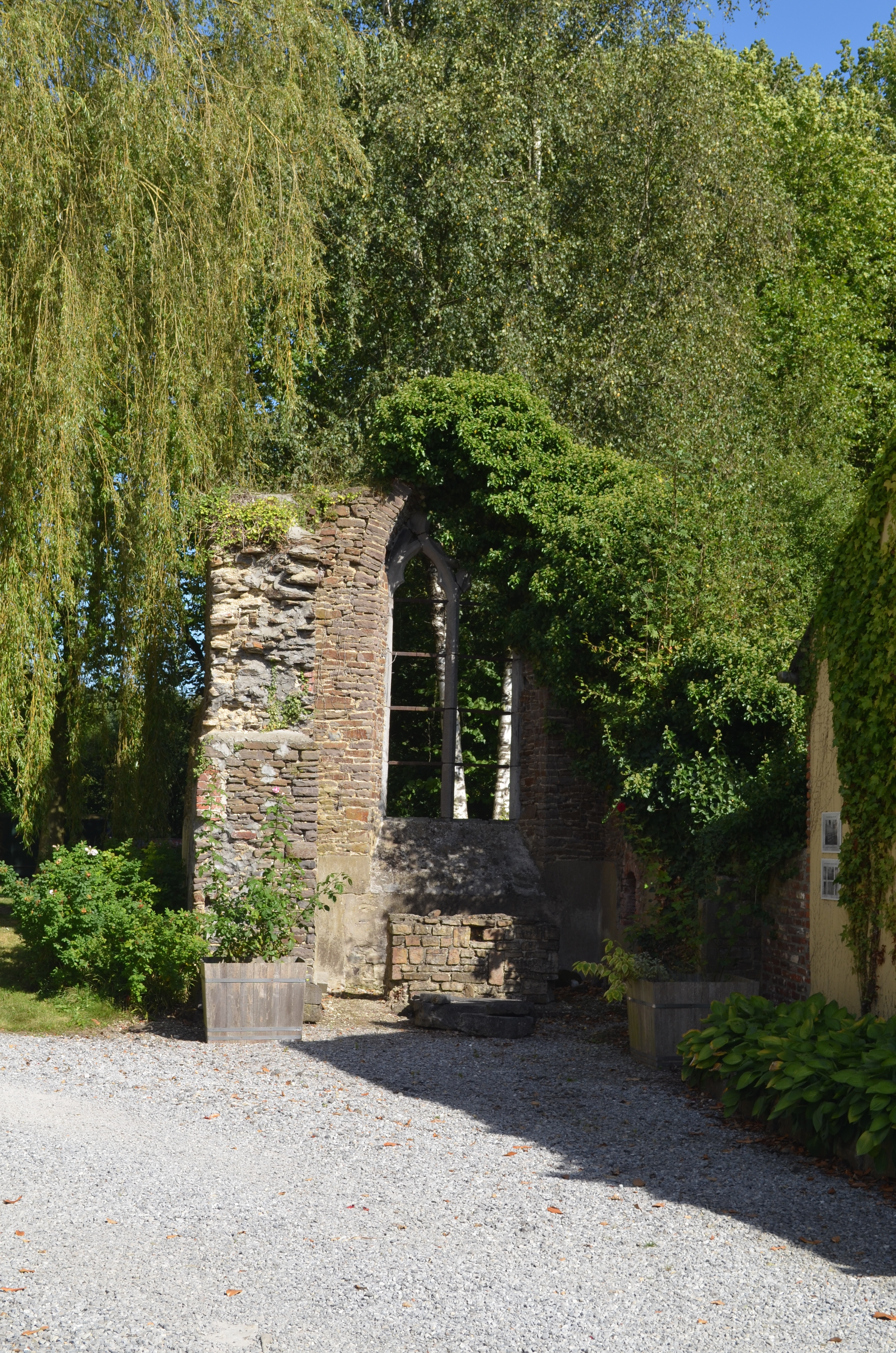
Chapelle latérale sud dédiée à Notre-Dame de Rome[9].
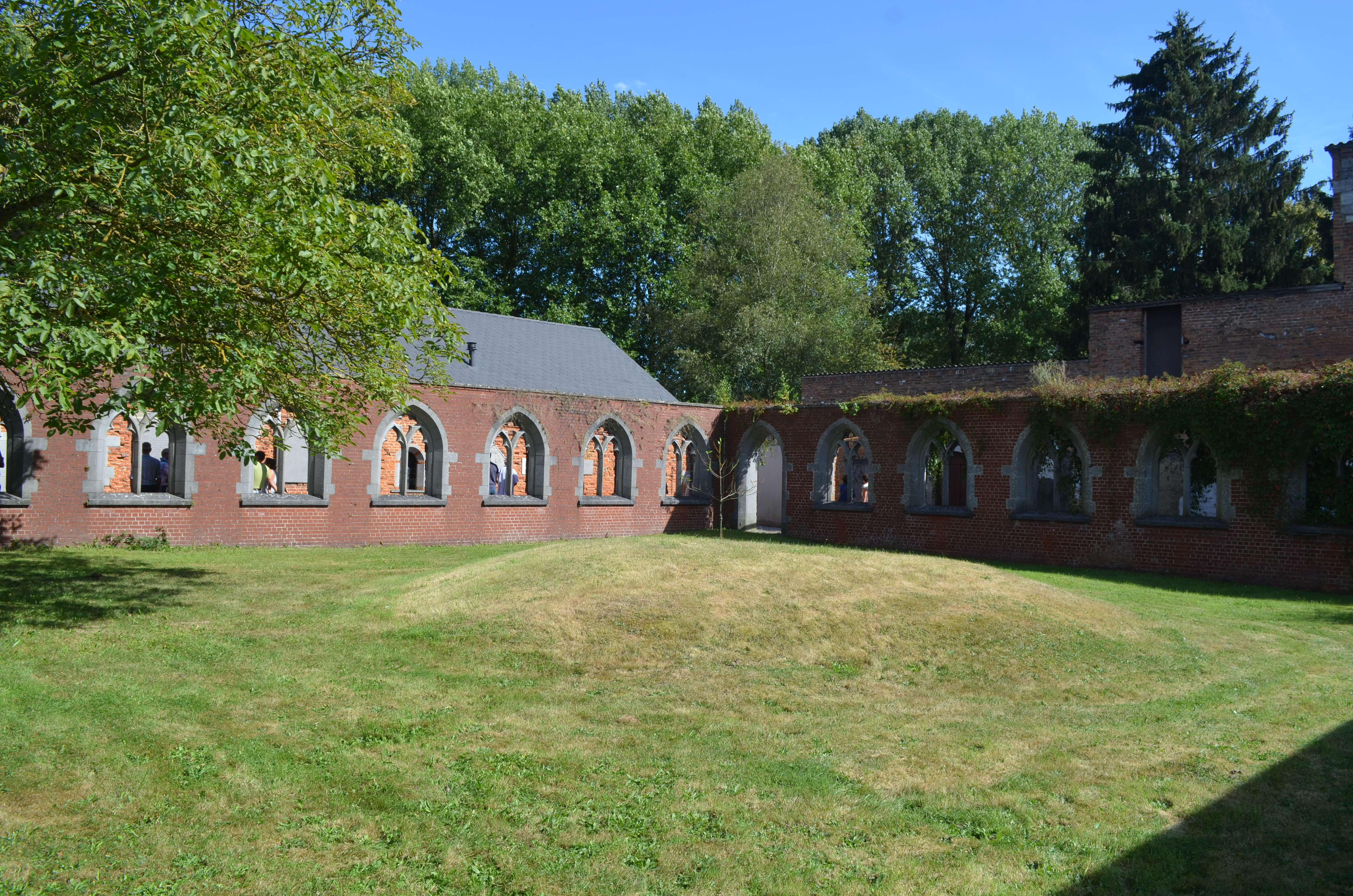
Cloître reconstruit en 1937-1939 en style néo-gothique[9].
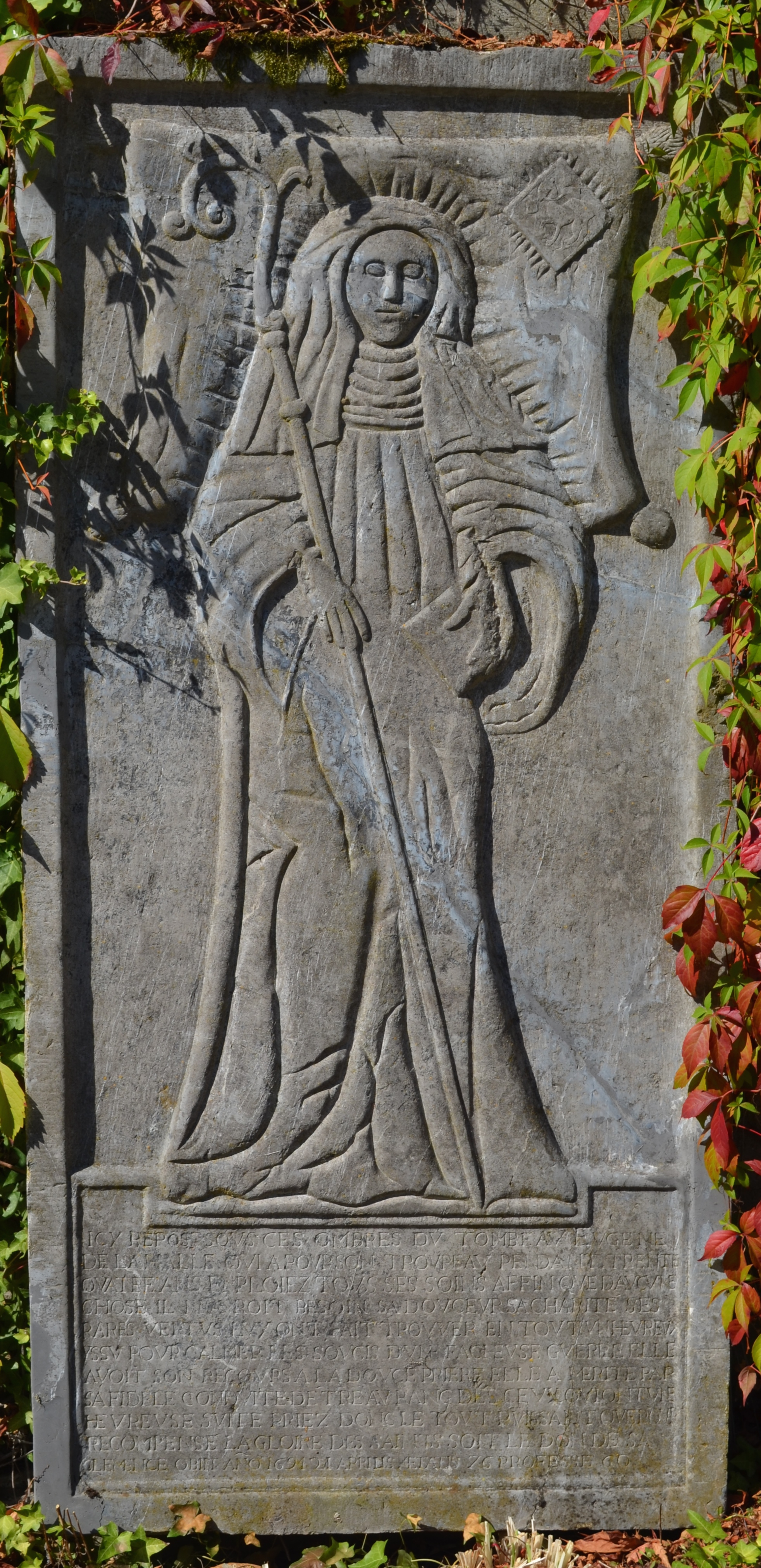
Dalle funéraire de l'abbesse Eugénie de la Halle morte le 21 avril 1694.

## Pour compléter